# Уссурийская железная дорога
Уссури́йская желе́зная доро́га — казённая железная дорога, первый участок Транссибирской магистрали. Протяжённость дороги на 1913 год 964 километра. Дорога соединяла город Хабаровск (место пребывания генерал-губернатора) Приморской области Приамурского генерал-губернаторства с побережьем Тихого океана и через станцию Гродеково с Китайско-Восточной железной дороги.
Этапы строительства дороги:
- станция Владивосток — станция Никольск-Уссурийск (1893),
- станция Никольск-Уссурийск — станция Муравьёв-Амурский (1894),
- станция Муравьёв-Амурский — станция Иман (1895),
- станция Иман — станция Хабаровск (1897),
- станция Никольск-Уссурийский — станция Гродеково (1900).

Управление железной дороги находилось во Владивостоке. Прокладка в Приморье железной дороги способствовала экономическому развитию прилегающих районов, расширению внешнеторговых связей, усилению стратегического влияния Владивостока.
Изыскания на участке Владивосток — Иман и строительство линии возглавлял до октября 1892 года А. И. Урсати, затем строительство возглавил О. П. Вяземский. Линия железной дороги проходила по сильно пересечённой местности, между сопками, строительство велось в трудных климатических условиях (дожди, ветры, перепады температур).
По состоянию на 1900 год на дороге было построено 260 искусственных сооружений, в том числе мосты через реки Хор, Бикин, Иман, Уссури, Лефу (78 металлических и 150 деревянных); двухпутный тоннель через Кипарисовский перевал, а также 39 раздельных пунктов.
Многие станции и разъезды железной дороги получили названия по именам её строителей: Вяземская, Иловайская, Гедике, Дормидонтовка, Прохаско, Эбергардт, Бочарово и другие.
Дороге принадлежали железнодорожные мастерские на станции Никольск-Уссурийский (в дальнейшем Уссурийский паровозовагоноремонтный завод) и на станции Муравьёв-Амурский. Дороге также принадлежали больницы и училища для подготовки машинистов, телеграфистов и других железнодорожных специалистов.
В 1906 году дорога была передана в аренду обществу Китайско-Восточной железной дороги сроком на двадцать пять лет.
В годы Гражданской войны кредиты на содержание Уссурийской дороги постепенно уменьшались, а с января 1920 года финансирование её работы и вовсе прекратилось.
20 марта того же года Приморская земская управа расторгла договор с КВЖД, и аренда закончилась, продлившись в итоге чуть менее 14 лет. Эта дата стала датой второго рождения Уссурийской (вполне самостоятельной) железной дороги, которая в 1923-25 гг протянулась практически через всё Приамурье, вплоть до границ с Читинской областью… Границей между Забайкальской и Уссурийской железными дорогами с 1925 по 1936 гг. являлась станция Сковородино (Рухлово). Уссурийская дорога просуществовала до 1936 года.
Ныне все участки дороги входят в состав Дальневосточной железной дороги.

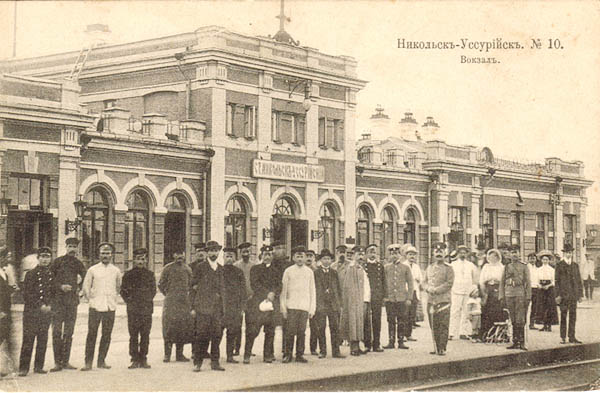
Вокзал станции Никольск-Уссурийский (фотография до 1917 года)
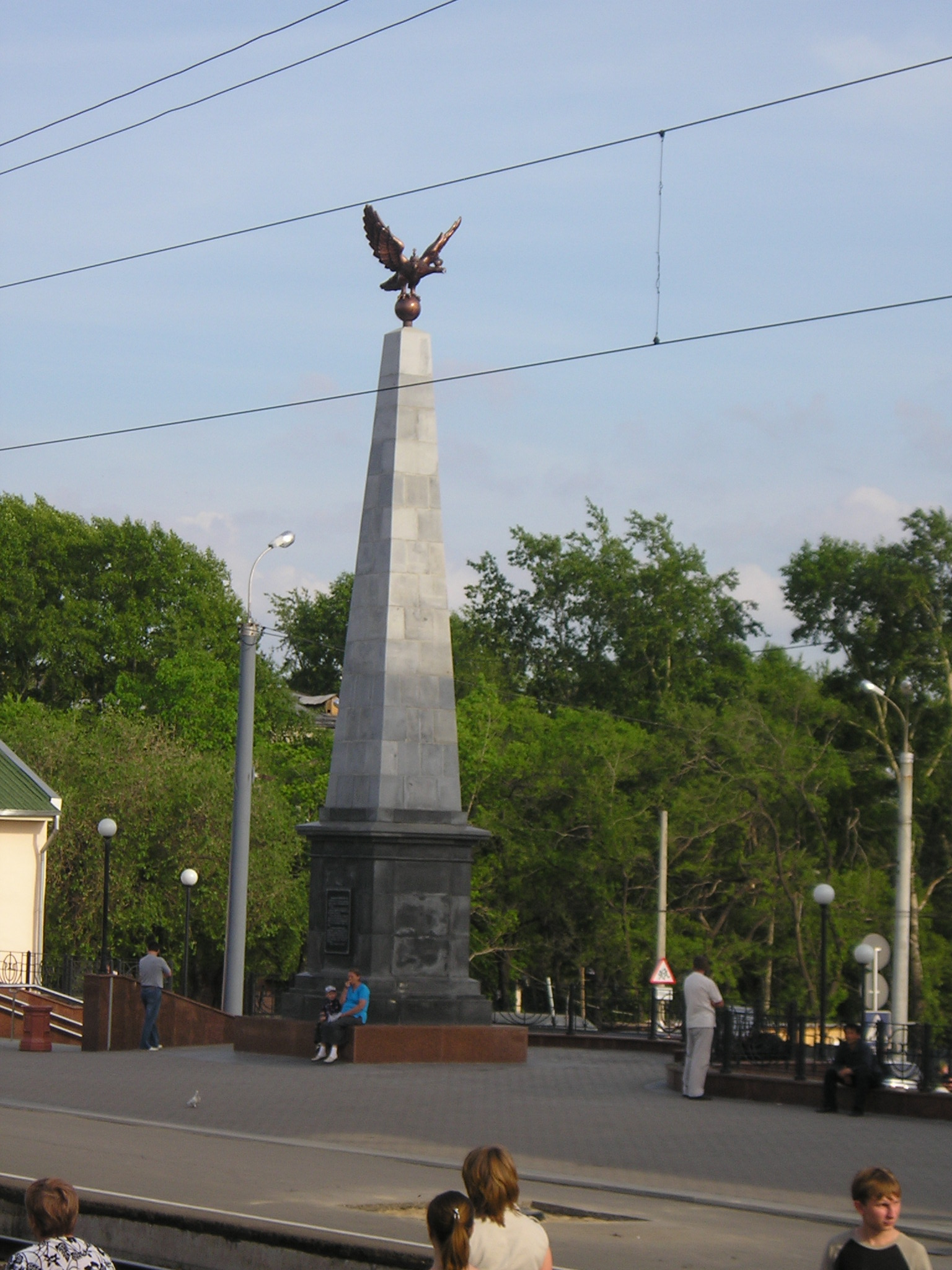
Памятник воинам-строителям в Хабаровске
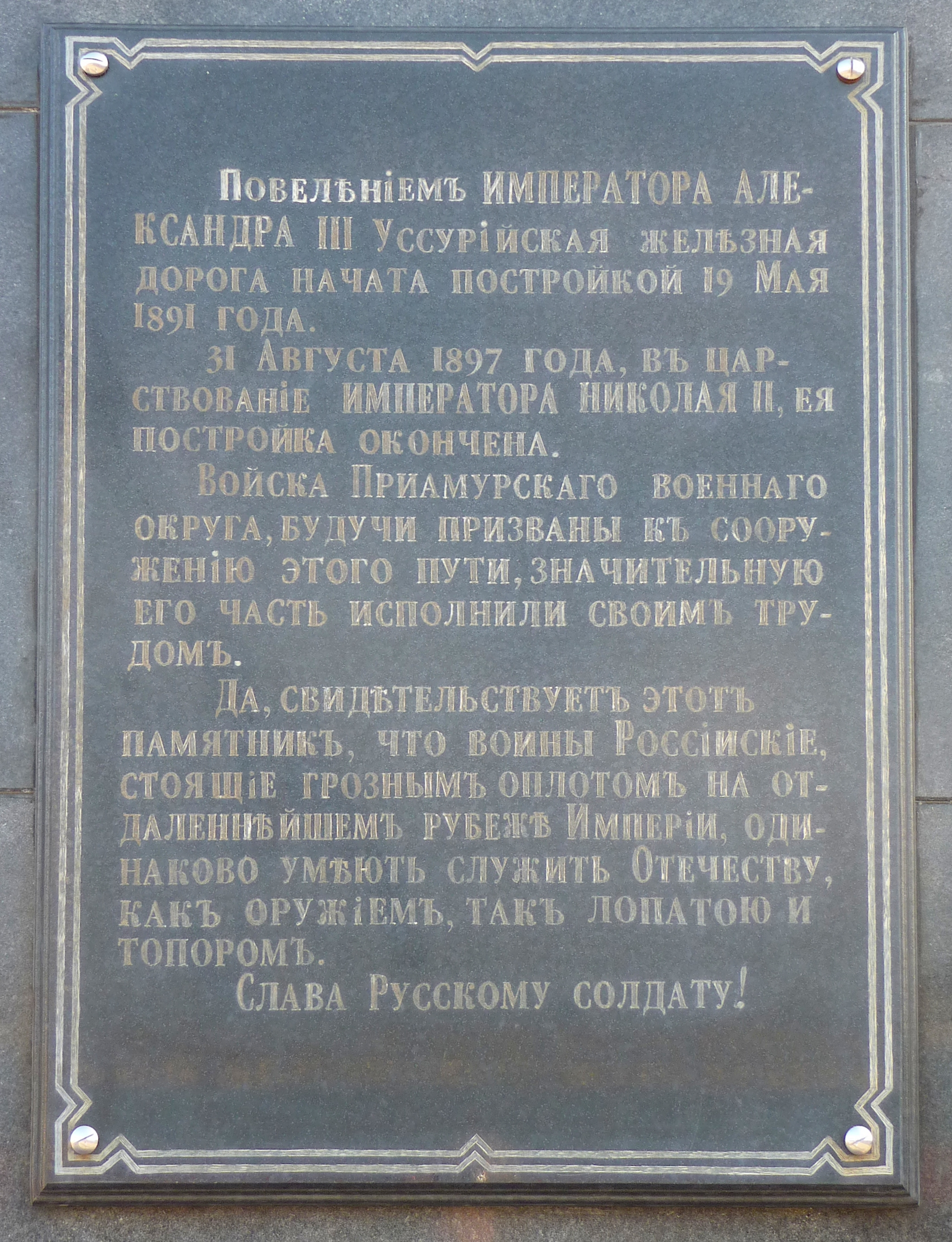
Памятник воинам-строителям в Хабаровске